# Synallaxe mésange
Leptasthenura aegithaloides
Espèce
Synonymes
- Synnalaxis aegithaloides Kittlitz, 1830
(protonyme)

Répartition géographique
Statut de conservation UICN

 LC  : Préoccupation mineure
Le Synallaxe mésange (Leptasthenura aegithaloides), aussi appelé Fournier de l'Inca, est une espèce de passereaux de la famille des Furnariidae. Il a été décrit par Heinrich von Kittlitz en 1830.

## Habitat
Il fréquente steppes arbustives, garrigues, vallées, montagnes et zones côtières. On le trouve jusqu'à 4 000 m d'altitude mais principalement en dessous de 2 500 m.

## Sous-espèces
Cet oiseau est représenté par 4 sous-espèces :
- Leptasthenura aegithaloides grisescens ;
- Leptasthenura aegithaloides berlepschi ;
- Leptasthenura aegithaloides aegithaloides ;
- Leptasthenura aegithaloides pallida.